# Allodia variabilis
Allodia variabilis är en tvåvingeart som beskrevs av Stora 1936. Allodia variabilis ingår i släktet Allodia och familjen svampmyggor.
Artens utbredningsområde är Kanarieöarna. Inga underarter finns listade i Catalogue of Life.